# St. Rochus (Bertoldshofen)

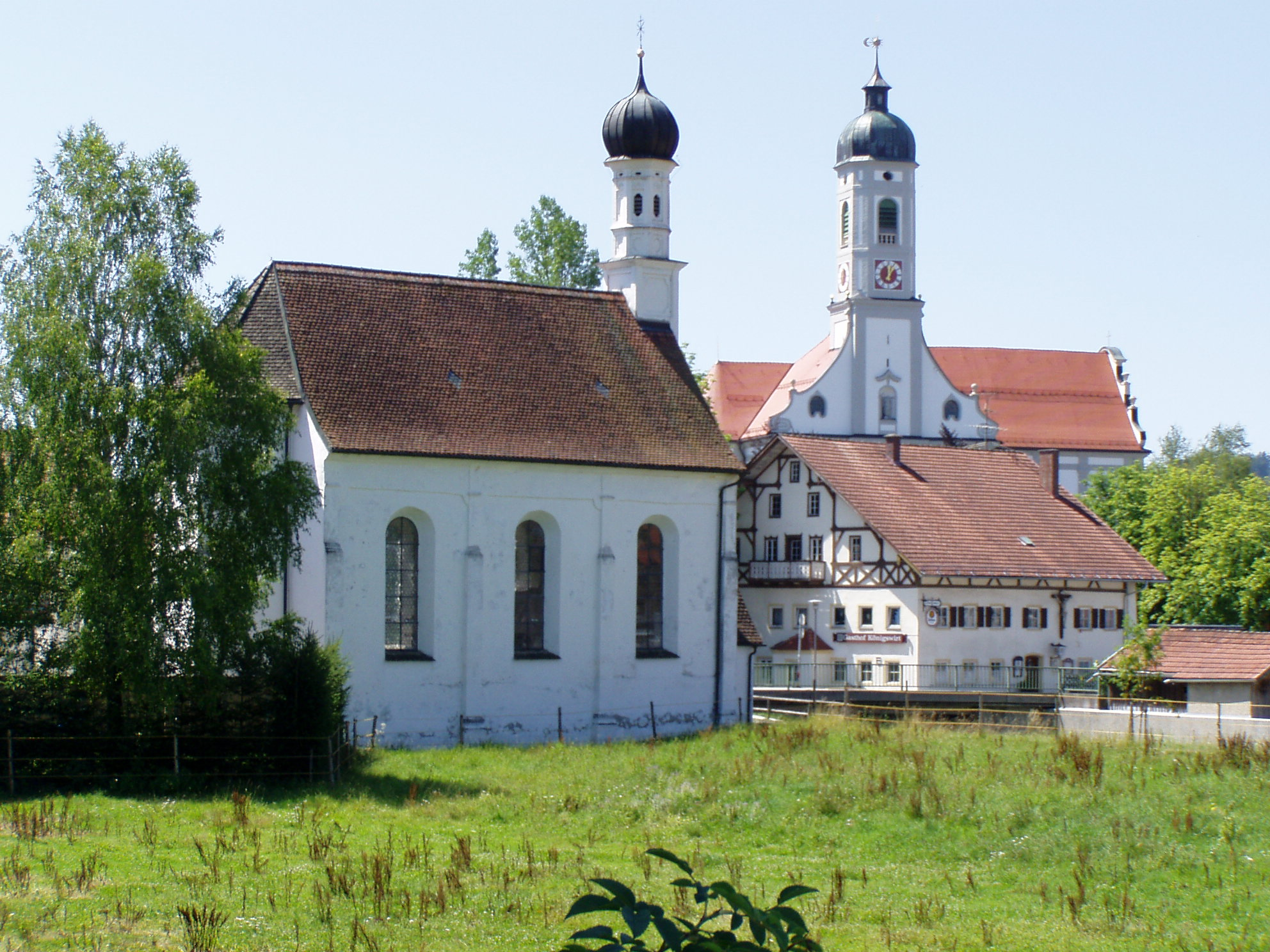
St. Rochus in Bertoldshofen

Die römisch-katholische Kapelle St. Rochus steht in Bertoldshofen, einem Stadtteil von Marktoberdorf im Landkreis Ostallgäu in Bayern. Das Bauwerk ist in der Liste der Baudenkmäler in Marktoberdorf als Baudenkmal unter der Nr. D-7-77-151-28 eingetragen. Die Kapelle gehört zur Pfarrei Bertoldshofen im Bistum Augsburg.

## Beschreibung
Die Kapelle wurde 1688/89 nach einem Entwurf von Augustin Stickel erbaut. Sie musste 1697/98 außen durch Strebepfeiler gestützt werden. Die Saalkirche wurde 1728/29 nach Plänen von Joseph Halbritter weitgehend erneuert. Sie besteht aus einem Langhaus und einem eingezogenen, außen dreiseitig und innen halbrund geschlossenen Chor im Osten. Aus dem Satteldach des Langhauses erhebt sich im Westen ein Dachreiter, dessen achteckiger Aufsatz mit einer Zwiebelhaube bedeckt ist. 
Der mit doppelten Emporen ausgestattete Innenraum des Langhauses ist mit einer Flachdecke überspannt. An der Brüstung der unteren Empore ist auf einem Fresko der heilige Rochus dargestellt. Der von Johann Pöllandt 1690/92 angebrachte Stuck ist nicht mehr erhalten.